# Comité des dix-sept
Le comité des dix-sept (Siebzehnerausschuss en allemand), est constitué de « 17 hommes bénéficiant de la confiance du peuple », est une commission mise en place le 10 mars 1848 par le Bundestag de la confédération germanique.
Dans le contexte de la révolution de mars, il est chargé de préparer un projet de nouvelle constitution fédérale, mieux adapté au nouveau rapport de force dans le pays, devenu favorable aux démocrates et libéraux au détriment des partisans de la restauration.
Il se réunit 25 fois entre le 3 avril et le 8 mai 1848.

## Membres du comité
Le nombre de 17 membres correspond au nombre de sièges dans le comité restreint de l'assemblée fédérale.
Dans ce dernier, les onze grands États allemands disposent d'un siège, tandis que les petits se partagent les six restants.
Dans les faits, le comité des dix-sept compte plus de 17 membres. 
La décision du 5 avril, permet en effet aux États qui ne disposent que d'une part de voix dans le conseil restreint d'avoir chacun leurs propres représentants.
Cependant, si ces derniers peuvent participer aux discussions, ils ne disposent pas du droit de vote.
Les États membres de la confédération ayant choisi leurs représentants en fonction de la situation politique de l'époque, l'opposition libérale modéré est très représentée.
| État / Voix                                                                                  | Représentant                                                                          | Remarque       |
| -------------------------------------------------------------------------------------------- | ------------------------------------------------------------------------------------- | -------------- |
| États ayant une voix                                                                         |                                                                                       |                |
| Grand-Duché de Bade                                                                          | Friedrich Daniel Bassermann                                                           | Vice-Président |
| Royaume de Bavière                                                                           | Karl Kirchgessner (de)                                                                |                |
| Royaume de Hanovre                                                                           | Adolf von Wangenheim (de) (jusqu'au 15 avril) Heinrich Albert Zachariä (de) (ensuite) |                |
| Grand-duché de Hesse                                                                         | Theodor Friedrich von Langen (de)                                                     |                |
| Hesse-Cassel                                                                                 | Karl Wilhelm Wippermann Sylvester Jordan (de) Theodor Bergk (de)                      |                |
| Duché de Holstein                                                                            | Johann Gustav Droysen                                                                 |                |
| Grand-Duché du Luxembourg                                                                    | Jean-Jacques Willmar                                                                  |                |
| Empire d'Autriche                                                                            | Anton von Schmerling Franz Philipp von Sommaruga (de)                                 |                |
| Royaume de Prusse                                                                            | Friedrich Christoph Dahlmann                                                          |                |
| Royaume de Saxe                                                                              | Karl Gotthelf Todt (de)                                                               |                |
| Royaume de Wurtemberg                                                                        | Ludwig Uhland                                                                         |                |
| États ayant une fraction de voix                                                             |                                                                                       |                |
| 12e voix ( Duché de Mecklembourg)                                                            | Stever                                                                                |                |
| 13e voix (Duchés saxons)                                                                     | Hans Conon von der Gabelentz (de) Luther                                              |                |
| 14e voix (Duché de Brunswick et Duché de Nassau)                                             | Maximilian von Gagern (de)                                                            | Président      |
| 15e voix (Duché d'Oldenbourg)                                                                | Wilhelm Eduard Albrecht                                                               |                |
| 16e voix (Maison de Reuss, Hohenzollern, Principauté de Lippe, Principauté de Waldeck, etc.) | Heinrich Karl Jaup (de) Petri                                                         |                |
| 17e voix (les 4 villes libres)                                                               | Georg Gottfried Gervinus                                                              |                |

L'ébauche de constitution est présentée officiellement au Bundestag le 26 avril 1848 et officiellement validée par ce dernier le 8 mai 1848.
Elle doit servir de base de travail pour l'assemblée nationale allemande pour la rédaction de la constitution fédérale.
Mais finalement à cause de l'opposition des députés de gauche, avec en tête Robert Blum et Franz Jacob Wigard, et contre le souhait du président de la commission parlementaire chargée de la rédaction de la constitution de l'assemblée nationale Friedrich Daniel Bassermann, cette dernière décide que l'ébauche rédigée par le comité des dix-sept ne doit pas servir de trame pour le travail de rédaction de la nouvelle constitution.
Malgré tout, les ressemblances entre l'ébauche du comité des dix-sept et la constitution de 1849 sont nombreuses.
L'historien des constitutions Ernst Rudolf Huber, considère que la constitution de 1849 et les constitutions allemandes qui suivirent sont en quelque sorte obligée de suivre les lignes directrices de l'ébauche produite par le comité des dix-sept.
Elle concilie en effet les aspirations monarchistes, fédérales, parlementaires et les principes fondamentaux d'un droit étatique « d'une manière qui alors n'avait pas de précédent, ».